# 三遊亭圓生 (初代)
初代 三遊亭 圓生（さんゆうてい えんしょう、1768年（明和5年） - 1838年4月15日（天保9年3月21日）は、落語家。通名∶橘屋 松五郎。
多くの同業者から尊敬され浅草堂前に住んでいたために「堂前の師匠」「堂前のおじさん」などと呼ばれた。

## 来歴
- 江戸神田の生まれ、元は芝居の木戸芸者。
- 最初は東亭八子門下で多子。
- のちに初代三笑亭可楽門下で東生亭世楽となったとされる。
- 1797年4月∶初代東亭鬼丸の門下で山遊亭猿松となる。
- 初代烏亭焉馬（立川焉馬）の門下で立川焉笑を経て、三遊亭圓生と名乗った。

鳴り物入りの芝居の台詞回しや声色を得意とした。

## 門下
- 初代三升亭小勝
- 二代目三遊亭圓生
- 初代古今亭志ん生
- 花枝房圓馬
- 初代山松亭圓喬
- 三遊亭圓桂
- 初代三遊亭圓遊
- 三遊亭圓盛
- 初代三遊亭三生
- 初代三遊亭南生
- 三遊亭傳生
- 二代目竹林亭虎生
- 初代三遊亭ときん